# صید عیسی دارایی
صید عیسی دارایی (۱۶ بهمن ۱۳۴۲ – ۲۲ اردیبهشت ۱۴۰۱) یا سید عیسی دارایی نظامی و سیاست‌مدار ایرانی بود، که در دورهٔ نهم مجلس شورای اسلامی به‌عنوان نمایندهٔ اندیمشک از استان خوزستان در مجلس حضور داشت و عضو کمیسیون سیاست داخلی و شوراهای مجلس شورای اسلامی بود.

## زندگی‌نامه
دارایی مقطع دبستان و راهنمایی را در مدرسه سد دز به پایان رسانید و با وقوع انقلاب ۵۷ برای ادامه تحصیل به شهرستان اندیمشک رفت، و دیپلم گرفت.
سه ماه از شروع جنگ ایران و عراق می‌گذشت که وارد جنگ شد و تا پایان جنگ حضور داشت، در ۱۱ بهمن ۱۳۶۶ زمانی که برای شناسایی شهر علی غربی عراق در استان کوت عازم مأموریت شد، پس از درگیری بین نیروهای ایرانی و عراقی در حالی که به شدت مجروح شده بود به اسارت نیروهای عراقی درآمد و پس از تحمل ۳۲ ماه اسارت در تاریخ ۷ آذر ۱۳۶۹ به ایران بازگشت.
با پایان یافتن جنگ، دارایی فرماندهی انتظامی استان‌های کردستان، کرمان و خوزستان را برعهده داشت.